# Quatre cavaliers de la Cour suprême
Les quatre cavaliers de la Cour suprême (en anglais The Four Hoursemen) —  référence aux quatre Cavaliers de l'Apocalypse dans le Nouveau Testament —  est le surnom donné par la presse américaine, entre 1932 et 1937, aux quatre juges conservateurs de la Cour suprême des États-Unis : Pierce Butler, James Clark McReynolds, George Sutherland et Willis Van Devanter (en). Ce groupe s'est illustré par son opposition systématique à toute tentative de régulation économique et sociale durant la présidence de Roosevelt et sa politique du New Deal, notamment en déclarant inconstitutionnelle nombre de ses réformes. La Cour suprême étant composée de neuf membres, les quatre cavaliers, en nombre inférieur, ont été capable de mener avec succès leur mission grâce au ralliement fidèle d'un cinquième juge, Owen Roberts.
La volte-face de celui-ci en 1937, décidant de ne plus voter dans le même sens que les « quatre cavaliers » est surnommé aux États-Unis « the switch in time that saved nine » (« le revirement qui a sauvé les neuf » [de la Cour suprême]), le président Roosevelt s'apprêtant à faire passer une loi augmentant significativement le nombre de juges à la cour.